# Manboy
„Manboy” – angielskojęzyczny singel szwedzkiego piosenkarza Erica Saade wydany 28 marca 2010 roku i umieszczony na albumie Masquerade. Utwór został napisany przez Petera Boströma (muzyka) i Fredrika Kempe (tekst).
13 marca singel zajął trzecie miejsce w szwedzkich preselekcjach do Konkursu Piosenki Eurowizji „Melodifestivalen 2010”, tym samym nie wygrał szansy reprezentowania Szwecji podczas 55. edycji festiwalu zorganizowanego w Oslo w Norwegii.
Utwór był nominowany do nagród Scandipop Awards 2011 w dwóch kategoriach: Najlepszy singel nowego artysty oraz Najlepszy singel artysty.

## Historia utworu

### Nagrywanie
Utwór został wykonany przez Erica Saade podczas szwedzkich preselekcji do Konkursu Piosenki Eurowizji w 2010 roku – „Melodifestivalen 2010”. Muzykę do piosenki napisał Peter Boström, a tekst – Fredrik Kempe. Produkcją zajął się Boström. Ronny Lahti z firmy Hanssonic odpowiedzialny był natomiast za miksowanie utworu.

#### Nagranie

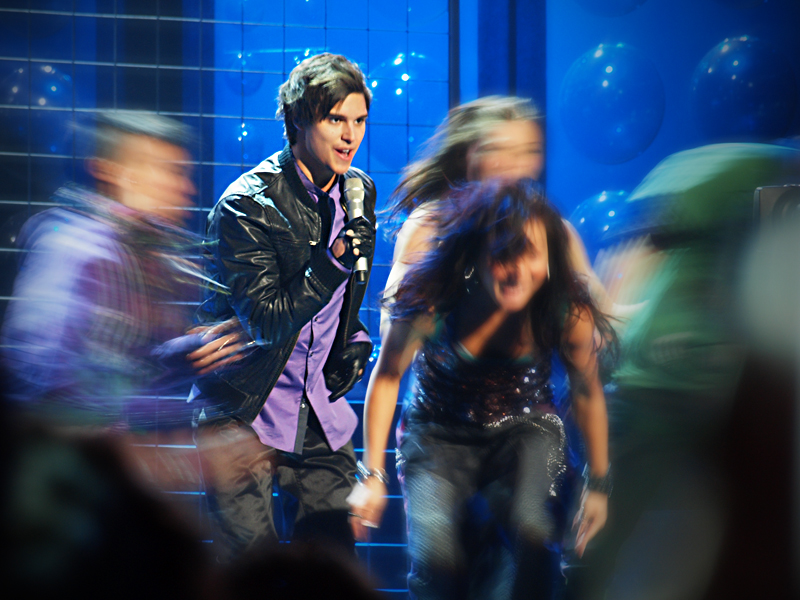
Eric Saade w trakcie wykonywania „Manboy” podczas szwedzkich preselekcji „Melodifestivalen 2010”

Poszczególne instrumenty w utworze nagrali:
- Eric Saade - wokal
- Emil Heiling, Jeanette Olsson - wokal wspierający
- Pontus Söderqvist - gitara

### Wydanie
Utwór został wydany 28 marca 2010 roku pod szyldem wytwórni Roxy Recordings jako singel biorący udział w rywalizacji o możliwość reprezentowania Szwecji podczas 55. Konkursu Piosenki Eurowizji organizowanego przez stolicę Norwegii - Oslo. Promował on również płytę artysty Masquerade, który również został opublikowany przez wytwórnię Roxy. Okładkę singla zaprojektowała firma Transmit Receive, a zdjęcie wykonała Lina Eidenberg.
10 maja wydany został singel z akustyczną wersją utworu

### Melodifestivalen
27 lutego 2010 roku singel „Manboy” został wykonany jako pierwszy w drugim półfinale szwedzkich selekcji do 55. Konkursu Piosenki Eurowizji – „Melodifestivalen 2010”. W pierwszej rundzie głosowania utwór zdobył 58 005 głosów i zakwalifikowany został do finału z pierwszego miejsca. 13 marca 2010 roku Saade wykonał piosenkę w finale eliminacji jako ostatni, dziesiąty uczestnik. Ostatecznie zajął trzecie miejsce w rundzie finałowej, zdobywając łącznie 159 punktów. Jurorzy przyznali utworowi 49 punktów, które uplasowały go na 2. miejsce spośród 10. finalistów w finałowym rankingu sędziów. Dzięki 334 750 głosom widzów piosenkarz otrzymał 110 punkty od publiczności (drugie miejsce). Po zsumowaniu punktacji Eric stracił do zwyciężczyni Anny Bergendahl 55 punktów.

## Wydanie na albumach
| Album      | Data         | Wytwórnia       | Format | Nr katalogowy | Nr utworu | Źródło |
| ---------- | ------------ | --------------- | ------ | ------------- | --------- | ------ |
| Masquerade | 19 maja 2010 | Roxy Recordings | 1 CD   | ROXYCD26      | 5         | [ 10 ] |

## Lista utworów
- CD single (3 marca 2010)[7]

1. „Manboy” – 2:57
2. „Manboy” (Acoustic Version) – 3:05

## Notowania na listach przebojów
| Kraj    | Lista (2010)   | Pozycja |
| ------- | -------------- | ------- |
| Szwecja | Singles Top 60 | 1       |